# کلی مدیسون
کلی مدیسون (به انگلیسی: Kelly Madison) (متولد ۲۶ اوت ۱۹۶۷)، در آمریکا به دنیا آمد.
او بازیگر فیلم‌های جنسی، کارگردان، تهیه‌کننده و کارآفرین اینترنتی پورنوگرافی است. مدیسون به همراه شوهرش رایان یک کمپانی تولید فیلم را اداره می‌کند.

## زندگی‌نامه

### زندگی شخصی
پدر کلی مدیسون یک بازیگر کمدی بود و ماردش نیز حساب داری می‌کرد. مدیسون دو خواهر نیز دارد. مدیسون در کودکی از نظر جنسی خیلی کنجکاو بود و حتی دزدکی به اتاق خواهر بزرگش می‌رفت و مجله‌های هاستلر شوهرش را می‌دید. او در تصورش خود را به جای زن‌های روی جلد مجله قرار می‌داد. تشویق کنندهٔ اصلی مدیسون را می‌توان پسر عموی او دانست که خود او نیز یک بازیگر پورنو بود.
کلی مدیسون با هدف اینکه در آینده پزشک بشود به مدرسه می‌رفت تا اینکه به دلیل ابتلای پدرش به بیماری آلزایمر مجبور شد تا در خانه بماند و از او نگهداری کند. خود او نیز از ۱۹ تا ۲۰ سالگی دچار کم اشتهایی شده بود. وی در این مدت چند تلاش برای ساخت فیلم پورنو انجام داد ولی موفقیتی نداشت. پس از آن مادرش نیز بیمار شد و مدیسون تبدیل شد به پرستار مادرش.
مدسون درباره سینه‌هایش گفته‌است که آن‌ها کاملاً طبیعی هستند و حتی تا ۱۶ سالگی رشد سینه‌هایش متوقف شده بود تااینکه در عرض دو سال با رشد چشمگیری رو به رو شد. او می‌شود که همیشه و حتی در زمان خواب نیز از سینه بند استفاده می‌کند.
او در ۱۹۹۹، یعنی در ۳۲ سالگی با یک طراح گرافیک ۲۲ ساله دوست شد و با وجود نامزدی اش با شخصی دیگر و تفاوت سنی بالا، با رایان ازدواج کرد.

## حرفه
مدیسون جوان با الهام از پسرعموی خود وارد حرفه پورنوگرافی شد و کار او با طراحی گرافیک پورنو در اینترنت شروع شد. او کارش را در ابتدا فقط از یک وبسایت شخصی شروع کرد. به دلیل نگرانی‌های اولیه که مدیسون داشت، هرگز عکس‌های برهنهٔ خود را پست نکرده بود تا پیش از این که این کسب و کار را در سن نسبتاً بالا شروع کرد.
پس از موفقیت در وبسایت این زن و شوهر با فیلم‌برداری و تولید دی وی دی‌های مستهجن و همکاری با دیگر بازیگران، کارشان را گسترش دادند. شرکت آن‌ها پس از رفتن به آدرس جدید، به نام ۴۱۳ پورداکشن معروف شد.
وبسایت PornFidelity و یک خط تطبیق دی وی دی نیز به بزرگ شدن شرکتشان کمک کرد. زن و شوهر کارهایشان را در شرکت تقسیم کردند؛ به طوری که رایان مسئولیت تولید، ویرایش، عکاسی، میزبانی وب، برنامه‌نویسی، تبلیغات و کارهای مربوط به ترافیک وب را بر عهده گرفت و کلی نیز رزرو استعداد، تنظیم مجموعه، امور مالی شرکت، و تبلیغات را انجام می‌دهد.

### دیگر فعالیت‌ها
مدیسون بر روی جلد مجلهٔ Score نیز ظاهر شده‌است و یک ستون نیز برای مجلهٔ Juggs نوشته
در ۲۵ ژوئیه ۲۰۰۷ مدیسون و همسرش در برنامهٔ تلویزیونی E! channel's Chelsea مورد مصاحبه قرار گرفتند. که در آن دربارهٔ ازدواج خود و رابطهٔ آن با فیلم‌های پورنو بحث کردند.
مدیسون یک سری از وبسایت‌های پورنوگرافی را راهاندازی کرده‌است.
- KellyMadison.com: که در آن بر روی دیدارهای عمومی تمرکز کرده.
- PornFidelity.com: که این وبسایت تنها به سکس سه طرفه اختصاص دارد که او و همسرش با زن‌هایی که مدیسون به خانه می‌آورد انجام می‌دهند.
- KellyFind.com: این وبسایت نیز یک موتور جستجوی پورنوگرافی است که تخصصش در جستجوی انواع خاص اجراست. (براساس نژاد، رنگ مو، اندازه سینه، سن، اعمال جنسی و …)
- KellyCash.com: برنامه‌های وابسته به دو سایت است و در اواسط سال ۲۰۰۶، جایگزین 413dollars.com

شد.

## جوایز
| سال  | جایزه      | نتیجه    | توضیحات                        |
| ---- | ---------- | -------- | ------------------------------ |
| ۲۰۰۹ | جایزهٔ AVN  | برنده    | بهترین ستاره کوچک وبسایت سال   |
| ۲۰۰۹ | جایزهٔ AVN  | برنده    | بازیگر کوگار سال               |
| ۲۰۱۰ | جایزه MILF | نامزدشده | بازیگر کوگار سال               |
| ۲۰۱۰ | جایزه FAME | نامزدشده | فینالیست برای جستجوی عمومی رده |
| ۲۰۱۰ | جایزه FAME | نامزدشده | محبوب‌ترین پستان‌ها              |
| ۲۰۱۱ | جایزهٔ AVN  | برنده    | بهترین ستارهٔ وب سال            |
| ۲۰۱۱ | جایزه XBIZ | برنده    | وب سایت سال                    |
| ۲۰۱۱ | جایزه FAME | برنده    | بهترین ستارهٔ وب سال            |